# Біда (оповідання)
«Біда» (рос. Беда) — оповідання А. П. Чехова, вперше опубліковане у 1887 році.

## Історія
Оповідання А. П. Чехова «Біда» написане в 1887 році, вперше опубліковане в 1887 році в «Петербурзької газеті» № 336 з підписом А. Чехонте, в 1890 році опубліковане у збірнику «Похмурі люди», твір увійшов до зібрання творів письменника, видаваного А. Ф. Марксом.
За життя Чехова оповідання перекладалося німецькою, румунською і сербськохорватською мовами.
Чехов цікавився роботою судів, знайомився з судовими процедурами. Серповский зазначав, що Чехов знаходив у судовій практиці «глибоко драматичні» і «прямо гумористичні, що межують з анекдотом» сюжети. В оповіданні відбилися враження письменника від роботи в 1884 році судовим хронікером процесу по «скопинскому справі». У 1884 році від шахрайських операцій правління банку у місті Скопин банк збанкрутував. Нотатки письменника «Справа Рикова і ко.» в 1884 році друкувалися в «Петербурзької газеті».
Критик Михайлівський писав про невдалу авторську назву збірки — «Похмурі люди» і посилався на оповідання «Біда»: «В якому сенсі може бути названий похмурою людиною, наприклад, купець Авдєєв („Біда“), який випиває, закушує ікрою і потрапляє у в'язницю, а потім у Сибір за те, що підписував не читаючи, якісь банківські звіти?».
Ф. Пактовский відносив оповідання «Біда» до тих творів, які висвітлюють надзвичайно суттєве громадське питання, вирішення якого важливе не стільки для читачів, скільки для представників юриспруденції: як бути, коли "спостерігається роз'єднання цивілізованого суспільства, його форм життя, понять і переконань від форм життя, понять і переконань простого народу.

## Сюжет
Іван Данилович Авдєєв, купець, член ревізійної комісії банку, який вважає себе чесною людиною, хвилюється. Директор банку, Петро Семенович, нещодавно був заарештований разом з чотирма іншими співробітниками. Банк здійснив шахрайські дії і банкрутує. Будучи членом наглядового комітету, Авдєєв був гарантом звітних цифр. На звітах він зовсім не розуміється, але його підписи стоять у бухгалтерських звітах. Крім того, він «без всякого забезпечення взяв з банку 19 тисяч». Директор банку всучив йому ці гроші, інакше він вийшов би з-під його довіри. Крамниця купця була опечатана, всі меблі в його будинку описані. Авдєєв перебуває під домашнім арештом.
Наближається судовий процес. Авдєєв не розуміє суддів, а судді не розуміють його. Після півтора тижнів суду, Авдєєв в останньому слові сказав щось, що викликало сміх у залі, але зовсім не те, чому його вчив захисник. Авдєєва засудили до заслання в Тобольску губернію і через півроку рішення суду було виконано.